# Арзубиха
Арзубиха — деревня в Харовском районе Вологодской области. Административный центр Слободского сельского поселения и Слободского сельсовета.
Расстояние до районного центра Харовска по автодороге — 49 км. Ближайшие населённые пункты — Кожинская, Захариха, Ваталово.
В 2001 году в состав Арзубихи вошёл хутор Роговской.
По переписи 2002 года население — 325 человек (150 мужчин, 175 женщин). Всё население — русские.